# Палдиское шоссе
Па́лдиское шоссе́, также Па́лдиски ма́антеэ (эст. Paldiski maantee) — улица в Таллине, Эстония.

## География
Начинается в центре города, от бульвара Тоомпуйестеэ, идёт в западном направлении, проходит по границам районов Пыхья-Таллинн и Кесклинн, затем Пыхья-Таллинн и Кристийне, наконец, Пыхья-Таллинн и Хааберсти и доходит до границы города, где переходит в шоссе Таллин—Палдиски. Это одна из самых длинных улиц города, её протяжённость составляет 9,747 км.
Вследствие большой протяжённости Палдиского шоссе, его застройка не формирует какого-либо однородного комплекса. Сама улица, по сути, не образует единой магистрали, а состоит из нескольких связанных между собой отрезков.
В начале улицы располагается несколько гостиниц, а также дома постройки начала и середины XX века. Дорога проходит под железнодорожным виадуком, проходит мимо троллейбусного парка и ипподрома. Вблизи ипподрома от Палдиского шоссе ответвляется улица Мустамяэ. Далее на улице расположен комплекс из нескольких медицинских учреждений: психоневрологическая клиника, инфекционная больница, больница и поликлиника Меримеэсте (Портовая). Улица следует мимо Коплиского залива и леса Вескиметса, затем проходит мимо Таллинского зоопарка. Вблизи зоопарка от улицы ответвляется Рокка-аль-Маре теэ, ведущая к музею под открытым небом. Далее дорога проходит мимо торгового центром Рокка-аль-Маре и концертного комплекса Саку Суурхалль. Рядом с комплексом к дороге примыкают улицы Эхитаяте и Раннамыйза. Затем дорога проходит по краю микрорайона Вяйке-Ыйсмяэ и мимо озера Харку. Вблизи озера к Палдискому шоссе примыкает улица Ярвеотса. Недалеко от озера Палдиское шоссе подходит к границе города и переходит в шоссе Таллин—Палдиски.

## История
Дорога на этом месте, ведущая к западным границам города, впервые появилась на плане Таллина в XVII веке. Она начиналась от Харьюских ворот в крепостной стене (ныне не существующих) и проходила по местам, где сегодня располагаются бульвар Тоомпуйестеэ и улица Эндла. Неизвестно в точности, куда дорога вела; среди возможных направлений — город Хаапсалу или шведская крепость, располагавшаяся приблизительно в 50 километрах от Таллина на берегу залива Рогервик (сегодня Палдиский залив).
На протяжении веков дорога многократно меняла своё название, причём разные её части назывались по-разному. У самого начала улицы её отрезок между современным бульваром Тоомпуйестеэ и улицей Техника эстонское население называло Toompea alevik (с эст. — «поселок Тоомпеа»), так как этот отрезок находился во владении Верхнего города; население самого Верхнего города называло этот отрезок в разные времена Grosse Strasse (с нем. — «Большая улица»), Breite Strasse (с нем. — «Широкая улица»), Neugasse (с нем. — «Новый переулок»), Katzenschwanz (с нем. — «Кошачий хвост»). Последнее название закрепилось в эстонском переводе Kassisaba за всем районом между Тоомпуйестеэ, Палдиским шоссе, улицами Техника и Эндла. В районе нынешнего Лиллекюла улица назывались Wittenhofi Strasse (с нем. — «Витенховская улица», по имению Виттенхов, располагавшемуся в этом месте), вблизи озера Харку — Haberscher Weg (с нем. — «дорога Хааберсти», по мызе Хааберсти). Дальше от города дорога в разные времена носила названия Wieckscher Weg, Läänemaa, (с эст. — «Западная дорога»), Hapsalsche Strasse (с нем. — «Хаапсалуская улица»), а также Rogerwiecksche Strasse (с нем. — «Рогервикская дорога», по названию города Палдиски до 1762 года — Рогверик, калька со швед. Rågervik). В 1789 году, после переименования Рогверика в Балтийский порт, улица стала называться Baltischport (с нем. — «Балтийский порт»), а с 1789 года Baltischportsche Strasse (с нем. — «Балтийскопортская улица»). С 1922 года, после переименования Балтийского порта в Палдиски, улица стала называться Paldiski maantee (с эст. — «Палдиское шоссе»). Протяжённость шоссе — 11,3 км.
После того, как Ревель был захвачен российскими войсками в ходе Северной войны в 1710 году, возникла необходимость в новой военно-морской базе к западу от города. Подходящим местом был сочтён Рогервикский залив. В 1715 году Пётр I лично проехал по дороге к заливу, осмотрел его и принял решение строить гавань для военного флота. После смерти Петра строительство шло вяло, а вскоре было заброшено. Была заброшена и дорога. После восшествия на престол Екатерины II в 1762 году строительство было возобновлено, гавань в том же году была переименована в Балтийский порт (эстонское название города — Палдиски — представляет собой эстонизированный вариант слова «Балтийский»), и шоссе снова приобрело важное значение.

## Общественный транспорт
По Палдискому шоссе следуют троллейбусные маршруты № 1 и 5, кроме того, на разных участках по улице проходят разные автобусные маршруты: № 8, 21, 21В, 22, 26, 26А, 33, 37, 40, 41, 41В, 42, 46, 47 и 59.

## Галерея
- Вид с Палдиского шоссе на замок Тоомпеа, 1939 год
- Начало улицы
- Von Stackelberg Hotel Tallinn на перекрёстке Палдиского шоссе и бульвара Тоомпуйестеэ
(памятник культуры)
- Гостиница City Hotell Tallinn,
Палдиское шоссе 3 (памятник культуры)
- Железнодорожный виадук на границе районов Кесклинн и Пыхья-Таллинн
- Палдиское шоссе вблизи бывшего ипподрома
- Палдиское шоссе возле зоопарка
- Палдиское шоссе в районе Хааберсти
- Палдиское шоссе 108а: магазин стройматериалов K-rauta и другие